# Zardanashen
Zardanashen (en arménien Զարդանաշեն, en azéri Zərdanaşen) est un village d'Azerbaïdjan faisant partie du raion de Khojavend. Elle fut jusqu'en 2020, une communauté rurale de la région de Martouni, au Haut-Karabagh. La population s'élevait à 95 habitants en 2005.

## Géographie
Zardanashen est situé à 48 km au sud de Stepanakert et son territoire s'étend sur 995 hectares.
Au sud du village, une trentaine de sources jaillissent des pentes du mont Kirs.

## Histoire
Entre 1923 et 1991, le village fait partie de l'oblast autonome du Haut-Karabagh au sein de la République socialiste soviétique d'Azerbaïdjan.
Lors de la guerre du Haut-Karabagh, le village est pris par les forces arméniennes en octobre 1992 et intégré à la province de Martouni de la république autoproclamée du Haut-Karabagh.
Le 9 novembre 2020, lors de la deuxième guerre du Haut-Karabagh, l'armée azerbaïdjanaise annonce avoir repris le contrôle du village. L'information est ensuite confirmée par les autorités arméniennes.